# Lift Me Up (песня Давида Гетта)
«Lift Me Up» — песня французского диджея и продюсера Давида Гетта из его шестого студийного альбома Listen. В ней присутствует вокал норвежского дуэта Nico & Vinz на английском языке и южноафриканской хоровой группы Ladysmith Black Mambazo. Ladysmith Black Mambazo поют на зулу на переходе, а также обеспечивают дополнительный вокал перед дропом. Это единственная композиция в альбоме, в которой есть язык, отличный от английского. Песня была написана во Франции и посвящена взаимной поддержке, преодолению трудностей и стремлению к лучшему будущему. Лирический герой говорит о том, что у всех есть проблемы, но вместе с другими людьми справляться с ними легче. В тексте подчёркивается важность не опускать руки, помогать друг другу и сохранять надежду, даже если пока неясно, когда наступят перемены.

## Чарты
| Чарт (2014)    | Высшая позиция |
| -------------- | -------------- |
| Франция (SNEP) | 157            |